# Gelbhalsholztermite

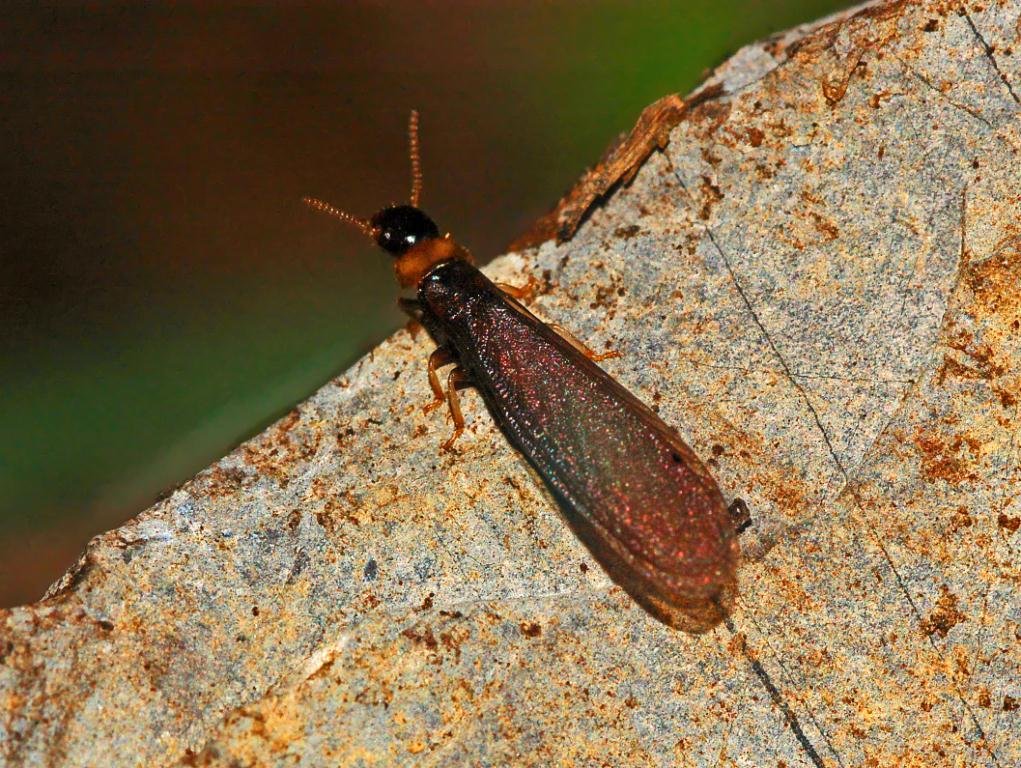
Ein geflügeltes Exemplar

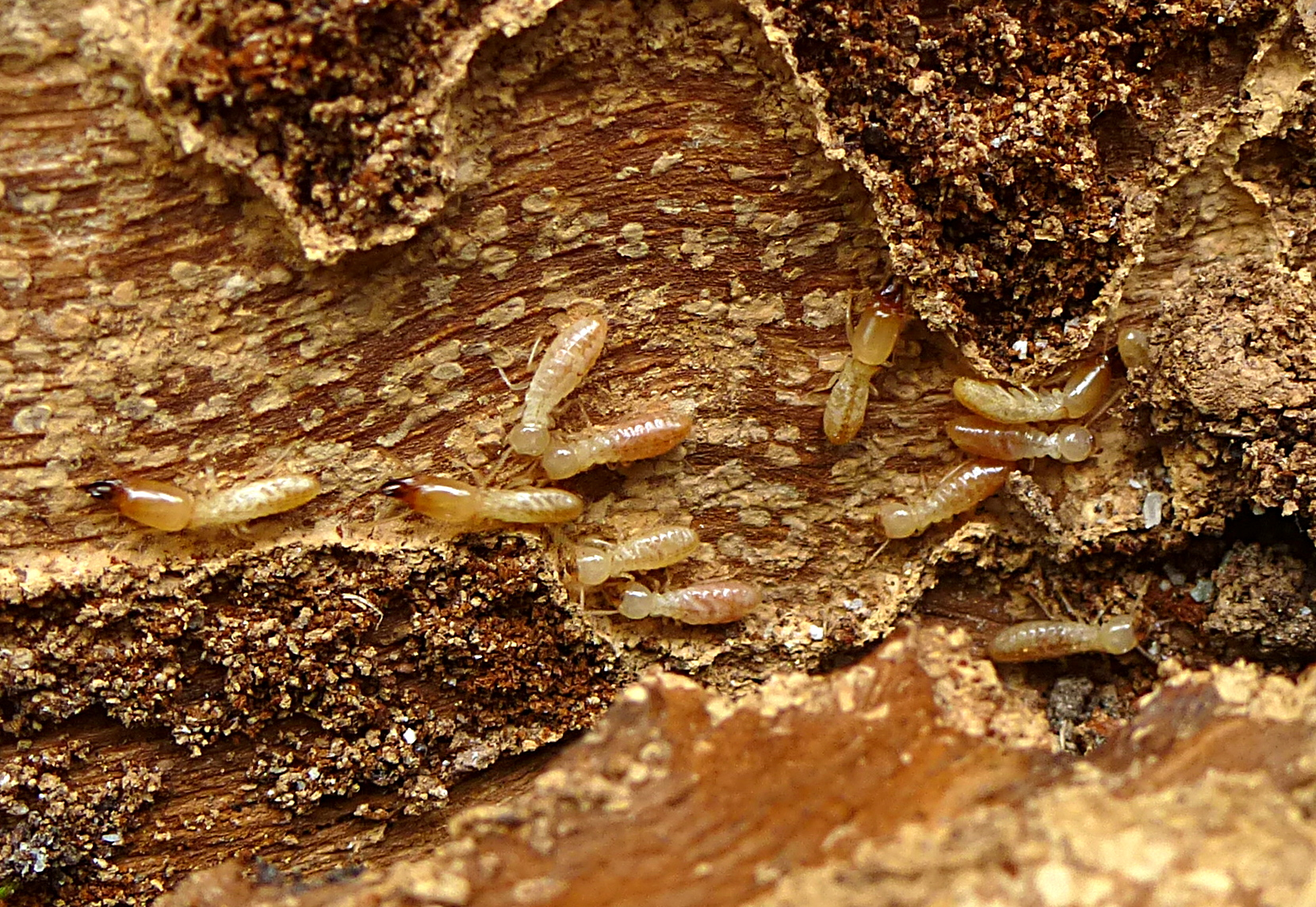
Nymphen und Soldaten

Die Gelbhalsholztermite (Kalotermes flavicollis) ist eine überwiegend in Südeuropa beheimatete Art der Termiten. Neben der Lichtscheuen Bodentermite (Reticulitermes lucifugus) ist sie eine der bekanntesten der etwa 10 europäischen Termitenarten.

## Merkmale
Die Art bildet 4 Kasten aus. Die durchscheinenden Larven entwickeln sich in vier Larvenstadien zu den Nymphen, die die Funktion von Arbeitern erfüllen. Sie erreichen Körperlängen von 4–6 mm, sind weißlich bis cremefarben gefärbt und besitzen im Gegensatz zu den Larven Flügelknospen. Aus ihnen können sich  die Soldaten entwickeln, die etwa 8 mm lang werden, einen ebenfalls weißlichen Körper aufweisen, aber einen bräunlichen, rechteckigen Kopf mit starken, gezähnten, dunklen Kiefer und Behaarung besitzen. Aus den Nymphen können sich aber nach drei Nymphenstadien auch die geflügelten Geschlechtstiere entwickeln, die zur Fortpflanzung fähig sind. Deren Körperlänge beträgt 8–10 mm, die Flügelspannweite 20 mm und die Grundfarbe des stärker sklerotisierten Körpers ist hellgelb oder dunkelbraun. Der Halsschild ist in allen Kasten rechteckig. Bei den Geschlechtstieren ist er orangegelb gefärbt, was der Termite ihren wissenschaftlichen Namen flavicollis (gelbnackig) eingebracht hat. Die Antennen und Beine sind bei ihnen gelb gefärbt. In der Ruhestellung werden die Flügel über dem Hinterleib zusammengelegt und überragen diesen, dabei ist nicht mehr zu erkennen, dass eigentlich zwei Flügelpaare vorhanden sind. Die durchscheinenden, aber rauchig gefärbten Flügel weisen drei verschlungene Flügelvenen auf. Weibchen werden etwas größer als die Männchen.

## Verbreitung und Lebensraum
Das Verbreitungsgebiet umfasst Südeuropa, Teile Westasiens und Nordafrika. Die Art lebt auf der Iberischen Halbinsel mit Ausnahme des Nordwestens, in Südfrankreich, auf Korsika, Sardinien, der Apenninhalbinsel, Sizilien, in Griechenland inklusive einiger Inseln wie Kreta oder Euböa und im Westen der Türkei. In Nordafrika und Westasien lebt die Art auch von Ägypten bis Israel. Es gibt auch verschleppte Vorkommen am Osten des Schwarzen Meers, auf den Azoren, in Slowenien und Ecuador.
Die Art lebt vor allem in Küstennähe warmer Gebiete. Als natürliches Habitat dienen alte Baumstümpfe oder Wurzeln. Bei noch lebenden Bäumen kann das Graben der Gangsysteme im Holz auch zum Absterben führen. Synanthrop kommt die Art auch in Hafenstädten vor und kann hier als Holzschädling auftreten.

## Lebensweise
Die Art lebt in kleinen Kolonien mit 100–1000, maximal bis zu 2000 Tieren in trockenem Holz, von dem sie sich auch ernähren. Der Wasserbedarf wird durch Stoffwechselvorgänge gedeckt, mit denen aus dem aufgenommenen Holz Wasser gewonnen werden kann. Alle Arbeiter sind Entwicklungsstadien, die später zu Soldaten und Geschlechtstieren heranwachsen können. Der Hochzeitsflug der Art findet zwischen Mitte Juli und Oktober statt. Die geschlechtsreifen, geflügelten Männchen und Weibchen fliegen nachts umher und bilden dabei Schwärme, in denen sich Paare finden. Nach der Paarung verlieren sie ihre Flügel und gründen als König und Königin neue Kolonien.

## Schadwirkung
In Südwesteuropa gilt die Art auch als Schädling in den Weinbergen. Durch ihre Aktivität im Holz kommt es zum vorzeitigen Absterben der Weinreben, durch die Tunnel kann auch das Eindringen von Wasser und Pilzen ins Holz erleichtert werden. Auch im Holz von Gebäuden kann sich die Art einnisten. Ihre Tunnel folgen nicht der Faser des Holzes und sind stark abgerundet.

## Taxonomie
Die Art wurde 1793 von Johann Christian Fabricius als Termes flavicollis erstbeschrieben. Ein weiteres Synonym der Art lautet Termes flavicolle Fabricius, 1793.